# Antoni Sala (músic)
Antoni Sala (Aitona, segle xviii – Lleida, 1794 o 1781) va ser un prevere, compositor i mestre de capella de la catedral de Lleida.

## Biografia
Rebé la seva primera formació musical a la capella de música de la Seu lleidatana, on entrà com a cantor. En l'any 1738 guanyà per oposicions la plaça que la mort del mestre de capella Domènec Teixidor havia deixat vacant. No és segur, però, quan prengué possessió efectiva del càrrec, perquè sembla que l'ocupà Antoni Soler i Ramos en el període 1746-1752 aproximadament. En tot cas, en els anys 50, 60 i 70 Sala l'hauria ocupat, fins que el succeí el seu deixeble Joan Prenafeta i Puig, fos el 1781, fos en algun moment posterior; sembla que del 1794 en endavant el mestre de capella va ser Anton Sambola. Aquests balls de dates poden venir donats perquè la plaça de mestre de capella era usualment de per vida, però era costum que en minvar les capacitats o la disponibilitat del titular hom en contractés un altre d'interí que el substituís, i a la mort del titular es convoquessin oposicions per succeir-lo formalment.
Poc s'ha conservat de l'obra de Sala com a compositor, encara que el càrrec de mestre de capella comportava compondre un cert nombres de peces a l'any. Entre les poques publicacions guardades a la Biblioteca de Catalunya, a l'arxiu catedralici lleidatà i a l'arxiu musical del santuari d'Arantzazu hi ha el quadern amb l'exercici (Exaudi orationem...) que va fer en les oposicions el 1738 per la plaça de mestre de capella.

## Obres
- Aparato festivo de acordes consonancias con que la angélica milicia de la ciudad de Lérida celebra el triunfo de...Santo Thomas de Aquino (1740), villancet
- Exaudi orationem mean, villancet a dotze veus
- O quan pulchra sunt (1778), motet
- Sumunt boni (1775), motet
- Un villancet a vuit veus en dos cors i violí
- Dos motets a duo
- Un Rèquiem (1789). Només es conserva la particel·la de violí.[3]